# Liste der Afrikaspielesieger in der Leichtathletik/Medaillengewinner
Die Liste der Afrikaspielesieger in der Leichtathletik führt sämtliche Medaillengewinner bei Afrikaspielen seit 1965 auf. Sie ist gegliedert nach Wettbewerben, die aktuell zum Wettkampfprogramm gehören, und nach nicht mehr ausgetragenen Wettbewerben.

## Aktuelle Wettbewerbe

### 100 m
| Afrikaspiele | Afrikaspiele | Gold                      | Silber              | Bronze              |
| ------------ | ------------ | ------------------------- | ------------------- | ------------------- |
| 1965         | Brazzaville  | Gaoussou Koné             | John Owiti          | Folu Erinle         |
| 1973         | Lagos        | Ohene Karikari            | Barka Sy            | John Mwebi          |
| 1978         | Algier       | Amadou Meïté              | Peter Okodogbe      | Ohene Karikari      |
| 1987         | Nairobi      | Chidi Imoh                | Eric Akogyiram      | Charles-Louis Seck  |
| 1991         | Kairo        | Frank Fredericks          | Davidson Ezinwa     | Emmanuel Tuffour    |
| 1995         | Harare       | Davidson Ezinwa           | Emmanuel Tuffour    | Osmond Ezinwa       |
| 1999         | Johannesburg | Leonard Myles-Mills       | Francis Obikwelu    | Frank Fredericks    |
| 2003         | Abuja        | Deji Aliu                 | Uchenna Emedolu     | Leonard Myles-Mills |
| 2007         | Algier       | Olusoji Fasuba            | Eric Nkansah        | Uchenna Emedolu     |
| 2011         | Maputo       | Amr Ibrahim Mostafa Seoud | Ben Youssef Meïté   | Obinna Metu         |
| 2015         | Brazzaville  | Ben Youssef Meïté         | Ogho-Oghene Egwero  | Hua Wilfried Koffi  |
| 2019         | Rabat        | Raymond Ekevwo            | Arthur Cissé        | Usheoritse Itsekiri |
| 2023         | Accra        | Emmanuel Eseme            | Usheoritse Itsekiri | Gilbert Hainuca     |

### 200 m
| Afrikaspiele | Afrikaspiele | Gold               | Silber                   | Bronze                     |
| ------------ | ------------ | ------------------ | ------------------------ | -------------------------- |
| 1965         | Brazzaville  | Gaoussou Koné      | David Ejoke              | Jean-Louis Ravelomanantsoa |
| 1973         | Lagos        | Ohene Karikari     | George Daniels           | John Mwebi                 |
| 1978         | Algier       | Hassan el-Kashief  | Patrice Ouré             | Roland Siai-Siai           |
| 1987         | Nairobi      | Simon Kipkemboi    | John Myles-Mills         | Ikpoto Eseme               |
| 1991         | Kairo        | Frank Fredericks   | Emmanuel Tuffour         | Daniel Effiong             |
| 1995         | Harare       | Sunday Bada        | Emmanuel Tuffour         | Joseph Gikonyo             |
| 1999         | Johannesburg | Francis Obikwelu   | Joseph Batangdon         | Daniel Effiong             |
| 2003         | Abuja        | Uchenna Emedolu    | Frank Fredericks         | Aziz Zakari                |
| 2007         | Algier       | Leigh Julius       | Seth Amoo                | Obinna Metu                |
| 2011         | Maputo       | Idrissa Adam       | Ben Youssef Meïté        | Obakeng Ngwigwa            |
| 2015         | Brazzaville  | Hua Wilfried Koffi | Divine Oduduru           | Tega Odele                 |
| 2019         | Rabat        | Sydney Siame       | Divine Oduduru           | Anaso Jobodwana            |
| 2023         | Accra        | Joseph Paul Amoah  | Claude Itoungue Bogognie | Emmanuel Ekanem Consider   |

### 400 m
| Afrikaspiele | Afrikaspiele | Gold              | Silber                  | Bronze                |
| ------------ | ------------ | ----------------- | ----------------------- | --------------------- |
| 1965         | Brazzaville  | Wilson Kiprugut   | James Addy              | Amadou Gakou          |
| 1973         | Lagos        | Charles Asati     | Tegegne Bezabeh         | Mulugetta Tadesse     |
| 1978         | Algier       | Hassan el-Kashief | Dele Udo                | Cyril Etoori          |
| 1987         | Nairobi      | Innocent Egbunike | David Kitur             | Moses Ugbisien        |
| 1991         | Kairo        | Samson Kitur      | Sunday Bada             | Francis Ogola         |
| 1995         | Harare       | Samson Kitur      | Sunday Bada             | Jude Monye            |
| 1999         | Johannesburg | Kennedy Ochieng   | Clement Chukwu          | Philip Mukomana       |
| 2003         | Abuja        | Ezra Sambu        | Nagmeldin Ali Abubakr   | Sofiane Labidi        |
| 2007         | Algier       | California Molefe | Young Talkmore Nyongani | Mathieu Gnanligo      |
| 2011         | Maputo       | Rabah Yousif      | Tobi Ogunmola           | Mark Kiprotich Muttai |
| 2015         | Brazzaville  | Isaac Makwala     | Boniface Mweresa        | Onkabetse Nkobolo     |
| 2019         | Rabat        | Leungo Scotch     | Thapelo Phora           | Chidi Okezie          |
| 2023         | Accra        | Chidi Okezie      | Muzala Samukonga        | Cheikh Tidiane Diouf  |

### 800 m
| Afrikaspiele | Afrikaspiele | Gold                    | Silber                | Bronze                  |
| ------------ | ------------ | ----------------------- | --------------------- | ----------------------- |
| 1965         | Brazzaville  | Wilson Kiprugut         | Papa M'Baye N'Diaye   | Peter Francis           |
| 1973         | Lagos        | Cosmas Silei            | John Kipkurgat        | Mohamed Sid Ali Djouadi |
| 1978         | Algier       | James Maina Boi         | Amar Brahmia          | Peter Lemashon          |
| 1987         | Nairobi      | Billy Konchellah        | Stephen Marai         | Dieudonné Kwizéra       |
| 1991         | Kairo        | William Tanui           | Robert Kibet          | Kennedy Osei            |
| 1995         | Harare       | Arthémon Hatungimana    | Vincent Malakwen      | Savieri Ngidhi          |
| 1999         | Johannesburg | Japheth Kimutai         | Djabir Saïd-Guerni    | Hezekiél Sepeng         |
| 2003         | Abuja        | Samwel Mwera            | Mbulaeni Mulaudzi     | Justus Koech            |
| 2007         | Algier       | Abubaker Kaki           | Mbulaeni Mulaudzi     | Justus Koech            |
| 2011         | Maputo       | Taoufik Makhloufi       | Boaz Lalang           | Job Koech Kinyor        |
| 2015         | Brazzaville  | Nijel Amos              | Taoufik Makhloufi     | Job Koech Kinyor        |
| 2019         | Rabat        | Abdessalem Ayouni       | Cornelius Tuwei       | Oussama Nabil           |
| 2023         | Accra        | Aaron Kemei Cheminingwa | Alex Ngeno Kipngetich | Tumo Nkape              |

### 1500 m
| Afrikaspiele | Afrikaspiele | Gold                 | Silber                | Bronze                 |
| ------------ | ------------ | -------------------- | --------------------- | ---------------------- |
| 1965         | Brazzaville  | Kipchoge Keino       | Charles Wachira Maina | Ahmed Issa             |
| 1973         | Lagos        | Filbert Bayi         | Kipchoge Keino        | Shibrou Regassa        |
| 1978         | Algier       | Filbert Bayi         | Wilson Waigwa         | Amar Brahmia           |
| 1987         | Nairobi      | Sisa Kirati          | Wilfred Kirochi       | Joseph Chesire         |
| 1991         | Kairo        | William Kemei        | Desta Asgedom         | Alemayehu Roba         |
| 1995         | Harare       | Vincent Malakwen     | Reuben Chesang        | Julius Achon           |
| 1999         | Johannesburg | Hailu Mekonnen       | David Lelei           | Fred Cheruiyot         |
| 2003         | Abuja        | Paul Korir           | Robert Rono           | Benjamin Kipkurui      |
| 2007         | Algier       | Asbel Kiprop         | Antar Zerguelaïne     | Tarek Boukensa         |
| 2011         | Maputo       | Caleb Ndiku          | Collins Cheboi        | Taoufik Makhloufi      |
| 2015         | Brazzaville  | Mekonnen Gebremedhin | Abdi Waiss Mouhyadin  | Salim Keddar           |
| 2019         | Rabat        | George Manangoi      | Ayanleh Souleiman     | Charles Cheboi Simotwo |
| 2023         | Accra        | Brian Komen          | Ermias Girma          | Abel Kipsang           |

### 5000 m
| Afrikaspiele | Afrikaspiele | Gold                 | Silber                 | Bronze                  |
| ------------ | ------------ | -------------------- | ---------------------- | ----------------------- |
| 1965         | Brazzaville  | Kipchoge Keino       | Naftali Temu           | Mamo Wolde              |
| 1973         | Lagos        | Ben Jipcho           | Miruts Yifter          | Paul Mose               |
| 1978         | Algier       | Yohannes Mohamed     | Michael Musyoki        | Suleiman Nyambui        |
| 1987         | Nairobi      | John Ngugi           | Paul Kipkoech          | Peter Koech             |
| 1991         | Kairo        | Fita Bayisa          | Ibrahim Kinuthia       | Ondoro Osoro            |
| 1995         | Harare       | Josephat Machuka     | Habte Jifar            | Ayele Mezgebu           |
| 1999         | Johannesburg | Julius Gitahi        | Fita Bayisa            | Tom Nyariki             |
| 2003         | Abuja        | Kenenisa Bekele      | Hailu Mekonnen         | John Kemboi Kibowen     |
| 2007         | Algier       | Moses Ndiema Kipsiro | Josphat Kiprono Menjo  | Tariku Bekele           |
| 2011         | Maputo       | Moses Ndiema Kipsiro | Yenew Alamirew         | Abayneh Ayele           |
| 2015         | Brazzaville  | Getaneh Molla        | Leul Gebresilase       | Thomas Pkemei Longosiwa |
| 2019         | Rabat        | Robert Kiprop Koech  | Edward Pingua Zakayo   | Richard Yator           |
| 2023         | Accra        | Hagos Gebrhiwet      | Abdullahi Jama Mohamed | Cornelius Kemboi        |

### 10.000 m
| Afrikaspiele | Afrikaspiele | Gold               | Silber                    | Bronze                    |
| ------------ | ------------ | ------------------ | ------------------------- | ------------------------- |
| 1973         | Lagos        | Miruts Yifter      | Paul Mose                 | Richard Juma              |
| 1978         | Algier       | Henry Rono         | Michael Musyoki           | Mohamed Kedir             |
| 1987         | Nairobi      | Paul Kipkoech      | Abebe Mekonnen            | Some Muge                 |
| 1991         | Kairo        | Thomas Osano       | William Koech             | Chala Kelele              |
| 1995         | Harare       | Josephat Machuka   | Habte Jifar               | Paul Koech                |
| 1999         | Johannesburg | Assefa Mezgebu     | David Chelule             | Habte Jifar               |
| 2003         | Abuja        | Sileshi Sihine     | Gebregziabher Gebremariam | Dejene Berhanu            |
| 2007         | Algier       | Zersenay Tadese    | Tadese Tola               | Gebregziabher Gebremariam |
| 2011         | Maputo       | Ibrahim Jeilan     | Bedan Karoki              | Abayneh Ayele             |
| 2015         | Brazzaville  | Tebalu Zawude Heyi | Leonard Barsotone         | Adugna Takele             |
| 2019         | Rabat        | Berehanu Tsegu     | Aron Kifle                | Jemal Yimer               |
| 2023         | Accra        | Nibret Melak       | Gemechu Dida              | Evans Kiptum              |

### Halbmarathon
| Afrikaspiele | Afrikaspiele | Gold            | Silber                  | Bronze         |
| ------------ | ------------ | --------------- | ----------------------- | -------------- |
| 2007         | Algier       | Deriba Merga    | Martin Hhaway Sulle     | Yonas Kifle    |
| 2011         | Maputo       | Lelisa Desisa   | Kenneth Kiprop Kipkemoi | Bekana Daba    |
| 2015         | Brazzaville  | Zersenay Tadese | Luka Kanda              | Hiskel Tewelde |
| 2019         | Rabat        | Titus Ekiru     | Mohamed Reda el-Aaraby  | Hamza Sahli    |
| 2023         | Accra        | Samsom Amare    | William Amponsah        | Isaac Mpofu    |

### 110 m Hürden
| Afrikaspiele | Afrikaspiele | Gold                         | Silber                       | Bronze                 |
| ------------ | ------------ | ---------------------------- | ---------------------------- | ---------------------- |
| 1965         | Brazzaville  | Folu Erinle                  | Edward Akika                 | Simbara Maki           |
| 1973         | Lagos        | Fatwell Kimaiyo              | Adeola Aboyade-Cole          | Abdoulaye Sarr         |
| 1978         | Algier       | Fatwell Kimaiyo              | Philip Sang                  | Thomas Nnakwe          |
| 1987         | Nairobi      | Judex Lefou                  | Gideon Yego                  | René Djédjémel Mélédjé |
| 1991         | Kairo        | Judex Lefou                  | Noureddine Tadjine           | Emeka Osaji            |
| 1995         | Harare       | William Erese                | Kehinde Aladefa              | Moses Oyiki            |
| 1999         | Johannesburg | William Erese                | Joseph-Berlioz Randriamihaja | Kehinde Aladefa        |
| 2003         | Abuja        | Joseph-Berlioz Randriamihaja | Todd Matthews-Jouda          | Frikkie van Zyl        |
| 2007         | Algier       | Selim Nurudeen               | Joseph-Berlioz Randriamihaja | Shaun Bownes           |
| 2011         | Maputo       | Athmane Hadj Lazib           | Selim Nurudeen               | Samuel Okon            |
| 2015         | Brazzaville  | Antonio Alkana               | Lyès Mokdel                  | Tyron Akins            |
| 2019         | Rabat        | Amine Bouanani               | Oyeniyi Abejoye              | Louis François Mendy   |
| 2023         | Accra        | Louis François Mendy         | Amine Bouanani               | Yousuf Badawy Sayed    |

### 400 m Hürden
| Afrikaspiele | Afrikaspiele | Gold                | Silber             | Bronze               |
| ------------ | ------------ | ------------------- | ------------------ | -------------------- |
| 1965         | Brazzaville  | Kimaru Songok       | Mamadou Sarr       | Samuel Sang          |
| 1973         | Lagos        | John Akii-Bua       | Bill Koskei        | Silver Ayoo          |
| 1978         | Algier       | Daniel Kimaiyo      | John Akii-Bua      | Peter Rwamuhanda     |
| 1987         | Nairobi      | Amadou Dia Ba       | Shem Ochako        | Henry Amike          |
| 1991         | Kairo        | Erick Keter         | Gideon Yego        | Amadou Dia Ba        |
| 1995         | Harare       | Ibou Faye           | Gideon Biwott      | Julius Masvanise     |
| 1999         | Johannesburg | Ibou Faye           | Ken Harnden        | Erick Keter          |
| 2003         | Abuja        | Osita Okeagu        | Victor Okorie      | Ibou Faye            |
| 2007         | Algier       | L. J. van Zyl       | Pieter De Villiers | Alwyn Myburgh        |
| 2011         | Maputo       | Abderahmane Hamadi  | Kurt Couto         | Julius Rotich        |
| 2015         | Brazzaville  | Abdelmalik Lahoulou | Miloud Rahmani     | Mohamed Sghaier      |
| 2019         | Rabat        | Abdelmalik Lahoulou | Bienvenu Sawadogo  | Mohamed Amine Touati |
| 2023         | Accra        | Saad Hinti          | Victor Ntweng      | Kemorena Tisang      |

### 3000 m Hindernis
| Afrikaspiele | Afrikaspiele | Gold             | Silber                  | Bronze               |
| ------------ | ------------ | ---------------- | ----------------------- | -------------------- |
| 1965         | Brazzaville  | Benjamin Kogo    | Naftali Chirchir        | Eddy Okadapau        |
| 1973         | Lagos        | Ben Jipcho       | Evans Mogaka            | Yohannes Mohamed     |
| 1978         | Algier       | Henry Rono       | James Munyala           | Kip Rono             |
| 1987         | Nairobi      | Patrick Sang     | Joshua Kipkemboi        | Astère Havugiyarémye |
| 1991         | Kairo        | Moses Kiptanui   | William Mutwol          | Johnstone Kipkoech   |
| 1995         | Harare       | Bernard Barmasai | Gideon Chirchir         | Eliud Barngetuny     |
| 1999         | Johannesburg | Kipkurui Misoi   | Wilson Boit Kipketer    | Christopher Koskei   |
| 2003         | Abuja        | Ezekiel Kemboi   | Paul Kipsiele Koech     | Tewodros Shiferaw    |
| 2007         | Algier       | Willy Komen      | Ezekiel Kemboi          | Nahom Mesfin         |
| 2011         | Maputo       | Birhan Getahun   | Roba Gari               | Sisay Korme          |
| 2015         | Brazzaville  | Clement Kemboi   | Hillary Cheserek Kemboi | Hailemariyam Amare   |
| 2019         | Rabat        | Benjamin Kigen   | Getnet Wale             | Soufiane el-Bakkali  |
| 2023         | Accra        | Samuel Firewu    | Amos Serem              | Simon Kiprop Koech   |

### 4 × 100 m Staffel
| Afrikaspiele | Afrikaspiele | Gold                                                                                                | Silber | Bronze                                                                                         |
| ------------ | ------------ | --------------------------------------------------------------------------------------------------- | --- | ---------------------------------------------------------------------------------------------- |
| 1965         | Brazzaville  | Senegal Abdoulaye N’Diaye Bassirou Doumbia Malick Diop Mané Malang                                  | Nigeria Sydney Asiodu Folu Erinle David Ejoke Lawrence Okoroafor                                            | Ghana James Addy Mike Ahey Stanley Allotey Bonner Mends                                        |
| 1973         | Lagos        | Nigeria Benedict Majekodunmi Kola Abdulai James Olakunle Timon Oyebami                              | Ghana Ohene Karikari George Daniels Kofi Okyir Albert Lomotey                                               | Elfenbeinküste Koukau Komenan Amadou Meïté Gaoussou Koné Kouami N'Dri                          |
| 1978         | Algier       | Ghana Ernest Obeng Albert Lomotey George Enchill Ohene Karikari                                     | Nigeria Peter Okodogbe Roland Siai-Siai James Olakunle Kolawode Abdulai                                     | Volksrepublik Kongo Jean-Pierre Bassegela Louis Nkanza Théophile Nkounkou Antoine Kiakouama    |
| 1987         | Nairobi      | Nigeria Augustine Olobia Patrick Nwankwo Iziaq Adeyanju Chidi Imoh                                  | Kenia Elkana Nyangau Erick Keter Simon Kipkemboi John Shivanda                                              | Senegal Hamidou Diawara Amadou M’Baye Charles-Louis Seck Mamadou Sène Joseph Diaz              |
| 1991         | Kairo        | Nigeria Victor Omagbemi Innocent Asonze Oluyemi Kayode Davidson Ezinwa                              | Senegal Edoard Samatey Amadou M’Baye Joseph Diaz Charles-Louis Seck                                         | Kenia Joseph Gikonyo Kennedy Ondiek Donald Onchiri Amos Rutere                                 |
| 1995         | Harare       | Ghana Ibrahim Hassan Ahmed Ali Emmanuel Tuffour Eric Nkansah                                        | Sierra Leone Sanusi Turay Pierre Lisk Joselyn Thomas Josephus Thomas                                        | Elfenbeinküste Jean-Olivier Zirignon Franck Waota Éric Pacôme N'Dri Ibrahim Méité              |
| 1999         | Johannesburg | Südafrika Morné Nagel Marcus la Grange Lee-Roy Newton Mathew Quinn                                  | Elfenbeinküste ? ?                                                                                          | Namibia Frankie Fredericks ? ?                                                                 |
| 2003         | Abuja        | Ghana Christian Nsiah Eric Nkansah Aziz Zakari Leonard Myles-Mills                                  | Nigeria Aaron Egbele Tamunosiki Atorudibo Musa Deji Deji Aliu                                               | Senegal Oumar Loum Félou Doudou Sow Gora Diop Abdou Demba Lam                                  |
| 2007         | Algier       | Nigeria Isaac Uche Obinna Metu Chinedu Oriala Olusoji Fasuba                                        | Südafrika Morné Nagel Leigh Julius Lee Roy Newton Sherwin Vries                                             | Simbabwe Ngonidzashe Makusha Gabriel Mvumvure Brian Dzingai Lewis Banda                        |
| 2011         | Maputo       | Nigeria Peter Emelieze Obinna Metu Benjamin Adukwu Ogho-Oghene Egwero                               | Ghana Aziz Zakari Emmanuel Kubi Ashhad Agyapong Tim Abeyie                                                  | Botswana Pako Seribe Fanuel Kenosi Thapelo Ketlogetswe Obakeng Ngwigwa                         |
| 2015         | Brazzaville  | Elfenbeinküste Christopher Naliali Hua Wilfried Koffi Arthur Cissé Ben Youssef Meïté                | Namibia Even Tjiviju Hitjivirue Kaanjuka Dantago Gurirab Jesse Urikhob                                      | Ghana Daniel Gyasi Solomon Afful Emmanuel Dasor Shepard Agbeko                                 |
| 2019         | Rabat        | Ghana Sean Safo-Antwi Benjamin Azamati Martin Owusu-Antwi Joseph Paul Amoah                         | Nigeria Raymond Ekevwo Divine Oduduru Emmanuel Arowolo Usheoritse Itsekiri Ogho-Oghene Egwero Seye Ogunlewe | Südafrika Henricho Bruintjies Anaso Jobodwana Thando Dlodlo Chederick van Wyk Derrick Mokaleng |
| 2023         | Accra        | Nigeria Israel Okon Sunday Emmanuel Ekanem Consider Alaba Akintola Usheoritse Itsekiri Edose Ibadin | Ghana Edwin Gadayi Benjamin Azamati Solomon Kweku Joseph Paul Amoah                                         | Liberia John Sherman Emmanuel Matadi Jabez Reeves Joseph Fahnbulleh                            |

### 4 × 400 m Staffel
| Afrikaspiele | Afrikaspiele | Gold                                                                           | Silber                                                                                  | Bronze                                                                                                  |
| ------------ | ------------ | ------------------------------------------------------------------------------ | --------------------------------------------------------------------------------------- | --- |
| 1965         | Brazzaville  | Senegal Amadou Gakou Papa M'Baye N'Diaye Daniel Thiaw Mamadou Sarr             | Kenia Peter Francis Wilson Kiprugut Kimaru Songok Samuel Sang                           | Ghana John Asare-Antwi Samuel Bugri Ebenezer Quartey William Quaye                                      |
| 1973         | Lagos        | Kenia Munyoro Nyamau ? Bill Koskei Charles Asati                               | Nigeria Mousa Dogon Yaro Bruce Ijirighwo Mamman Makama Robert Ojo                       | Uganda Remy Okida Daniel Oboth Silver Ayoo John Akii-Bua                                                |
| 1978         | Algier       | Nigeria Olurotimi Peters Ahmed Garba Felix Imadiyi Dele Udo                    | Uganda John Akii-Bua Silver Ayoo Mike Okot Cyril Etoori                                 | Kenia ? ?                                                                                               |
| 1987         | Nairobi      | Nigeria Moses Ugbusien Joseph Fallaye Henry Amike Innocent Egbunike John Okoye | Kenia John Anzrah Tito Sawe Elkana Nyang'au David Kitur                                 | Burundi Pierre-Claver Nyabenda Cyprien Rugerinyange Aloyse Nsazurwimo Dieudonné Kwizéra                 |
| 1991         | Kairo        | Kenia Simon Kipkemboi Erick Keter Simon Kemboi Samson Kitur                    | Nigeria Sunday Bada Hassan Bosso Clement Chukwu Abu Danjuma                             | Ghana Ahmed Ali Nelson Boateng Timothy Hesse Kennedy Osei                                               |
| 1995         | Harare       | Nigeria Benedict Ukwuloye Kunle Adejuyigbe Jude Monye Sunday Bada              | Kenia Hezron Maina Gideon Biwott Kennedy Oyunge Samson Kitur                            | Südafrika Bobang Phiri Hezekiél Sepeng Alfred Visagie Johan Steynberg                                   |
| 1999         | Johannesburg | Nigeria Fidelis Gadzama Jude Monye Clement Chukwu Sunday Bada                  | Südafrika Adriaan Botha Hendrik Mokganyetsi Hennie Botha Arnaud Malherbe                | Kenia Kennedy Ochieng Hillary Maritim Matilu Abednego Julius Chepkwony                                  |
| 2003         | Abuja        | Botswana California Molefe Kagiso Kilego Oganeditse Moseki Johnson Kubisa      | Nigeria Abayomi Agunbiade James Godday Bolaji Lawal Musa Audu                           | Simbabwe Crispen Mutakanyi Godwin Tauya Temba Ncube Young Talkmore Nyongani                             |
| 2007         | Algier       | Botswana Gakologelwang Masheto Obakeng Ngwigwa Isaac Makwala California Molefe | Nigeria Bola Lawal Saul Weigopwa Victor Isaiah James Godday                             | Simbabwe Nelton Ndebele Young Talkmore Nyongani Gabriel Chikomo Lewis Banda                             |
| 2011         | Maputo       | Kenia Anderson Mureta Jonathan Kibet Vincent Mumo Kiilu Mark Kiprotich Muttai  | Nigeria ? James Godday                                                                  | Botswana Sakatea Kamberuka Obakeng Ngwigwa Tshepo Kelaotse Isaac Makwala                                |
| 2015         | Brazzaville  | Kenia Raymond Kibet Alex Sampao Kiprono Koskei Boniface Mweresa                | Botswana Onkabetse Nkobolo Nijel Amos Leaname Maotoanong Isaac Makwala                  | Algerien Miloud Laradt Miloud Rahmani Sofiane Bouhedda Abdelmalik Lahoulou                              |
| 2019         | Rabat        | Botswana Zibane Ngozi Ditiro Nzamani Onkabetse Nkobolo Leungo Scotch           | Südafrika Gardeo Isaacs Ranti Dikgale Thapelo Phora Derrick Mokaleng                    | Nigeria Shedrack Akpeki Samson Oghenewegba Nathaniel Ifeanyi Emmanuel Ojeli Chidi Okezie                |
| 2023         | Accra        | Sambia Patrick Kakozi Nyambe Kennedy Luchembe David Mulenga Muzala Samukonga   | Botswana Collen Kebinatshipi Leungo Scotch Boitumelo Masilo Bayapo Ndori Omphile Seribe | Nigeria Ifeanyi Emmanuel Ojeli Samson Oghenewegba Nathaniel Sikiru Adeyemi Chidi Okezie Dubem Nwachukwu |

### 20 km Gehen
| Afrikaspiele | Afrikaspiele | Gold                   | Silber              | Bronze               |
| ------------ | ------------ | ---------------------- | ------------------- | -------------------- |
| 1978         | Algier       | Benamar Kachkouche     | Hunde Ture          | Elisha Kasuka        |
| 1987         | Nairobi      | Shemsu Hassan          | William Sawe        | Mutisya Kilonzo      |
| 1991         | Kairo        | Shemsu Hassan          | Abdelwahab Ferguène | Abderrahmane Djebbar |
| 1995         | Harare       | Chris Britz            | David Kimutai       | Shemsu Hassan        |
| 1999         | Johannesburg | David Kimutai          | Moussa Aouanouk     | Vincent Asumang      |
| 2003         | Abuja        | Hatem Ghoula           | Moussa Aouanouk     | Arezki Yahiaoui      |
| 2007         | Algier       | Hatem Ghoula           | David Kimutai       | Mohamed Ameur        |
| 2011         | Maputo       | Hassanine Sebei        | Hédi Teraoui        | Gabriel Ngintedem    |
| 2015         | Brazzaville  | Lebogang Shange        | Samuel Gathimba     | Wayne Snyman         |
| 2019         | Rabat        | Samuel Gathimba        | Yohanis Algaw       | Wayne Snyman         |
| 2023         | Accra        | Misgana Wakuma Fekansa | Samuel Gathimba     | Ismail Benhammouda   |

### Hochsprung
| Afrikaspiele | Afrikaspiele | Gold                  | Silber                       | Bronze                         |
| ------------ | ------------ | --------------------- | ---------------------------- | ------------------------------ |
| 1965         | Brazzaville  | Samuel Igun           | Henri Elendé                 | Ahmed Sénoussi                 |
| 1973         | Lagos        | Abdullah Noor Wasughe | Sheikh Tidiane Faye          | Ahmadou Evélé                  |
| 1978         | Algier       | Paul Ngadjadoum       | Hamid Sahil                  | Amadou Dia Ba                  |
| 1987         | Nairobi      | Othmane Belfaa        | Asmir Okoro                  | Paul Ngadjadoum                |
| 1991         | Kairo        | Othmane Belfaa        | Boubacar Guèye               | Yacine Mousli                  |
| 1995         | Harare       | Pierre Vorster        | Anthony Idiata Khemraj Naiko |                                |
| 1999         | Johannesburg | Anthony Idiata        | Abderrahmane Hammad          | Malcolm Hendriks               |
| 2003         | Abuja        | Kabelo Mmono          | Jude Sidonie                 | Samson Idiata                  |
| 2007         | Algier       | Kabelo Kgosiemang     | Abderrahmane Hammad          | Mohamed Benhadia Arinze Obiora |
| 2011         | Maputo       | Mohamed Younis Idris  | Kabelo Kgosiemang            | William Woodcock               |
| 2015         | Brazzaville  | Kabelo Kgosiemang     | Mohamed Younis Idris         | Chris Moleya                   |
| 2019         | Rabat        | Mpho Links            | Mathew Sawe                  | Breyton Poole                  |
| 2023         | Accra        | Evans Yamoah          | Saad Hammouda                | Mpho Links                     |

### Stabhochsprung
| Afrikaspiele | Afrikaspiele | Gold                  | Silber                | Bronze                                   |
| ------------ | ------------ | --------------------- | --------------------- | ---------------------------------------- |
| 1965         | Brazzaville  | Brou Elloé            | Mohamed Alaa Ghita    | Bernard Gnéplou Jean-Prosper Tsondzabéka |
| 1973         | Lagos        | Mohamed Alaa Ghita    | Lakhdar Rahal         | Jean-Prosper Tsondzabéka                 |
| 1978         | Algier       | Lakhdar Rahal         | Ahmed Rezki           | Mohamed Bensaad                          |
| 1987         | Nairobi      | Choukri Abahnini      | Abdelatif Chekir      | Sami Si Mohamed                          |
| 1991         | Kairo        | Sami Si Mohamed       | Belgacem Touami       | Jean-Kersley Gardenne                    |
| 1995         | Harare       | Okkert Brits          | Jean-Kersley Gardenne | Sameh Hassan Farid Rafik Mefti           |
| 1999         | Johannesburg | Okkert Brits          | Mohamed Bédoui        |                                          |
| 2003         | Abuja        | Béchir Zaghouani      | Fanie Jacobs          | Karim Sène                               |
| 2007         | Algier       | Abderrahmane Tamada   | Karim Sène            | Hamdi Dhouibi                            |
| 2011         | Maputo       | Larbi Bourrada        | Mourad Souissi        |                                          |
| 2015         | Brazzaville  | Hichem Khalil Cherabi | Jordan Yamoah         | Mohamed Romdhana                         |
| 2019         | Rabat        | Hichem Khalil Cherabi | Mejdi Chehata         | Larbi Bourrada                           |
| 2023         | Accra        | Medhi Amar Rouana     | Boubacar Diallo       | Abera Alemu                              |

### Weitsprung
| Afrikaspiele | Afrikaspiele | Gold               | Silber               | Bronze                 |
| ------------ | ------------ | ------------------ | -------------------- | ---------------------- |
| 1965         | Brazzaville  | Edward Akika       | Ezzedin Yacoub Hamed | Mansour Dia            |
| 1973         | Lagos        | Joshua Owusu       | John Okoro           | Mansour Dia            |
| 1978         | Algier       | Charlton Ehizuelen | Fidelis Ndyabagye    | Emmanuel Mifetu        |
| 1987         | Nairobi      | Paul Emordi        | Yusuf Alli           | Joseph Kio             |
| 1991         | Kairo        | George Ogbeide     | Yusuf Alli           | James Sabulei          |
| 1995         | Harare       | Cheikh Touré       | Andrew Owusu         | Jacob Katonon          |
| 1999         | Johannesburg | Hatem Mersal       | Téko Folligan        | Mark Anthony Awere     |
| 2003         | Abuja        | Ignisious Gaisah   | Ndiss Kaba Badji     | Godfrey Khotso Mokoena |
| 2007         | Algier       | Gable Garenamotse  | Arnaud Casquette     | Godfrey Khotso Mokoena |
| 2011         | Maputo       | Luvo Manyonga      | Ignisious Gaisah     | Ndiss Kaba Badji       |
| 2015         | Brazzaville  | Ndiss Kaba Badji   | Mamadou Gueye        | Romeo N’tia            |
| 2019         | Rabat        | Yasser Triki       | Marouane Kacimi      | Romeo N’tia            |
| 2023         | Accra        | Asande Mthembu     | Yasser Triki         | Appolinaire Yinra      |

### Dreisprung
| Afrikaspiele | Afrikaspiele | Gold                 | Silber                 | Bronze                |
| ------------ | ------------ | -------------------- | ---------------------- | --------------------- |
| 1965         | Brazzaville  | Samuel Igun          | Mansour Dia            | Laurent Sarr          |
| 1973         | Lagos        | Mansour Dia          | Abraham Munabi         | Moise Pomaney         |
| 1978         | Algier       | Charlton Ehizuelen   | Abdoulaye Diallo       | Saïd Saad             |
| 1987         | Nairobi      | Francis Dodoo        | Joseph Taiwo           | Toussaint Rabenala    |
| 1991         | Kairo        | James Sabulei        | Paul Nioze             | Benjamin Koech        |
| 1995         | Harare       | Jacob Katonon        | Mohamed Karim Sassi    | Ndabazinhle Mdhlongwa |
| 1999         | Johannesburg | Andrew Owusu         | Remmy Limo             | Toussaint Rabenala    |
| 2003         | Abuja        | Andrew Owusu         | Godfrey Khotso Mokoena | Olivier Sanou         |
| 2007         | Algier       | Ndiss Kaba Badji     | Hugo Mamba-Schlick     | Andrew Owusu          |
| 2011         | Maputo       | Tosin Oke            | Issam Nima             | Hugo Mamba-Schlick    |
| 2015         | Brazzaville  | Tosin Oke            | Olu Olamigoke          | Mamadou Chérif Dia    |
| 2019         | Rabat        | Hugues Fabrice Zango | Yasser Triki           | Jonathan Drack        |
| 2023         | Accra        | Hugues Fabrice Zango | Amath Faye             | Yacouba Loué          |

### Kugelstoßen
| Afrikaspiele | Afrikaspiele | Gold                  | Silber              | Bronze                |
| ------------ | ------------ | --------------------- | ------------------- | --------------------- |
| 1965         | Brazzaville  | Denis Ségui Kragbé    | Hassan Mahrous      | Yovan Ochola          |
| 1973         | Lagos        | Nagui Asaad           | Namakoro Niaré      | Jean-Marie Djebaili   |
| 1978         | Algier       | Nagui Asaad           | Namakoro Niaré      | Emad Fayez            |
| 1987         | Nairobi      | Adewale Olukoju       | Martin Mélagne      | Ahmed Mohamed Ashoush |
| 1991         | Kairo        | Chima Ugwu            | Adewale Olukoju     | Martin Mélagne        |
| 1995         | Harare       | Henk Booysen          | Chima Ugwu          | Jaco Snyman           |
| 1999         | Johannesburg | Burger Lambrechts     | Janus Robberts      | Karel Potgieter       |
| 2003         | Abuja        | Burger Lambrechts     | Chima Ugwu          | Yasser Farag          |
| 2007         | Algier       | Yasser Farag          | Roelie Potgieter    | Mohammed Medded       |
| 2011         | Maputo       | Yasser Farag          | Jaco Engelbrecht    | Roelie Potgieter      |
| 2015         | Brazzaville  | Franck Elemba         | Mohamed Magdi Hamza | Jaco Engelbrecht      |
| 2019         | Rabat        | Chukwuebuka Enekwechi | Mohamed Magdi Hamza | Mostafa Amr Hassan    |
| 2023         | Accra        | Chukwuebuka Enekwechi | Mostafa Amr Hassan  | Mohamed Magdi Hamza   |

### Diskuswurf
| Afrikaspiele | Afrikaspiele | Gold                  | Silber                  | Bronze                      |
| ------------ | ------------ | --------------------- | ----------------------- | --------------------------- |
| 1965         | Brazzaville  | Namakoro Niaré        | Denis Ségui Kragbé      | Patrick Anukwa              |
| 1973         | Lagos        | Namakoro Niaré        | Nagui Asaad             | Denis Ségui Kragbé          |
| 1978         | Algier       | Namakoro Niaré        | Abderrazak Ben Hassine  | Tiékité Somet               |
| 1987         | Nairobi      | Adewale Olukoju       | Mohamed Naguib Hamed    | Hassan Ahmed Hamad          |
| 1991         | Kairo        | Adewale Olukoju       | Mohamed Naguib Hamed    | Hassan Ahmed Hamad          |
| 1995         | Harare       | Adewale Olukoju       | Mickaël Conjungo        | Frits Potgieter             |
| 1999         | Johannesburg | Frantz Kruger         | Frits Potgieter         | Mickaël Conjungo            |
| 2003         | Abuja        | Omar Ahmed el-Ghazaly | Hannes Hopley           | Johannes van Wyk            |
| 2007         | Algier       | Omar Ahmed el-Ghazaly | Yasser Farag            | Hannes Hopley               |
| 2011         | Maputo       | Yasser Farag          | Victor Hogan            | Russell Tucker              |
| 2015         | Brazzaville  | Russell Tucker        | Essohounamondom Tchalim | Franck Elemba               |
| 2019         | Rabat        | Elbachir Mbarki       | Mohamed Wadah Mansour   | Christopher Jonathan Sophie |
| 2023         | Accra        | Victor Hogan          | Oussama Khennoussi      | Ryan Williams               |

### Hammerwurf
| Afrikaspiele | Afrikaspiele | Gold                     | Silber                   | Bronze                      |
| ------------ | ------------ | ------------------------ | ------------------------ | --------------------------- |
| 1973         | Lagos        | Yovan Ochola             | Gabriel Luzira           | Seifullah Negmeddin Shaheen |
| 1978         | Algier       | Youssef Ben Abid         | Abdellah Boubekeur       | Noureddine Bendifallah      |
| 1987         | Nairobi      | Hakim Toumi              | Yacine Louail            | Ahmed Ibrahim Taha          |
| 1991         | Kairo        | Sherif Farouk el-Hennawi | Hakim Toumi              | Magdi Zakaria Abdallah      |
| 1995         | Harare       | Hakim Toumi              | Sherif Farouk el-Hennawi | Mohamed Karim Horchani      |
| 1999         | Johannesburg | Chris Harmse             | Samir Haouam             | Yamen Hussein Abdel Moneim  |
| 2003         | Abuja        | Chris Harmse             | Saber Souid              | Samir Haouam                |
| 2007         | Algier       | Chris Harmse             | Mohsen Anani             | Saber Souid                 |
| 2011         | Maputo       | Mostafa el-Gamel         | Chris Harmse             | Hassan Mohamed Mahmoud      |
| 2015         | Brazzaville  | Mostafa el-Gamel         | Chris Harmse             | Nicolas Li Yun Fong         |
| 2019         | Rabat        | Mostafa el-Gamel         | Alaa el-Ashry            | Eslam Moussad Seria         |
| 2023         | Accra        | Mostafa el-Gamel         | Mohsen Anani             | Allan Cumming               |

### Speerwurf
| Afrikaspiele | Afrikaspiele | Gold                   | Silber                   | Bronze                |
| ------------ | ------------ | ---------------------- | ------------------------ | --------------------- |
| 1965         | Brazzaville  | Anthony Oyakhire       | Cheruon Kiptalam         | Elie Yanyambal        |
| 1973         | Lagos        | Jacques Ayé Abehi      | John Mayaka              | François Ganongo      |
| 1978         | Algier       | Justin Arop            | Ali Memmi                | John Mayaka           |
| 1987         | Nairobi      | Justin Arop            | Zakayo Malekwa           | George Odera          |
| 1991         | Kairo        | Christian Okemefula    | Pius Bazighe             | James Saina           |
| 1995         | Harare       | Pius Bazighe           | Phillip Spies            | Louis Fouché          |
| 1999         | Johannesburg | Marius Corbett         | Johan Vosloo             | Maher Ridane          |
| 2003         | Abuja        | Gerhardus Pienaar      | Walid Abderrazak Mohamed | Brian Erasmus         |
| 2007         | Algier       | John Robert Oosthuizen | Gerhardus Pienaar        | Mohamed Ali Kebabou   |
| 2011         | Maputo       | Julius Yego            | Bernard Crous            | Friday Osanyade       |
| 2015         | Brazzaville  | Ihab Abdelrahman       | John Ampomah             | Phil-Mar van Rensburg |
| 2019         | Rabat        | Julius Yego            | Alexander Kiprotich      | Chinecherem Nnamdi    |
| 2023         | Accra        | Chinecherem Nnamdi     | Julius Yego              | Moustafa Mahmoud      |

### Zehnkampf
| Afrikaspiele | Afrikaspiele | Gold                 | Silber                  | Bronze              |
| ------------ | ------------ | -------------------- | ----------------------- | ------------------- |
| 1978         | Algier       | Mohamed Bensaad      | Brown Ebewele           | Alain Smaïl         |
| 1987         | Nairobi      | Mourad Mahour Bacha  | Mbanefo Akpom           | Geoffrey Seurey     |
| 1991         | Kairo        | Mourad Mahour Bacha  | Tommy Ozono             | Sid Ali Sabour      |
| 1995         | Harare       | Danie van Wyk        | Anis Riahi              | Sid Ali Sabour      |
| 1999         | Johannesburg | Anis Riahi           | Rédouane Youcef         | Patrick Legrand     |
| 2003         | Abuja        | Mustafa Taha Hussein | Lee Okoroafor           | Rédouane Youcef     |
| 2007         | Algier       | Hamdi Dhouibi        | Boualem Lamri           | Larbi Bourrada      |
| 2011         | Maputo       | Jangy Addy           | Guillaume Thierry       | Ali Kamé            |
| 2015         | Brazzaville  | Guillaume Thierry    | Atsu Nyamadi            | Fredriech Pretorius |
| 2019         | Rabat        | Larbi Bourrada       | Mustafa Mohamed Ramadan | Marouane Kacimi     |
| 2023         | Accra        | Fredriech Pretorius  | Edwin Kipmutai Too      | Dhiae Boudoumi      |

## Nicht mehr ausgetragene Bewerbe

### Marathon
Dieser Bewerb wurde bei den Afrikaspielen von 1973 bis 2003 ausgetragen und anschließend durch den Halbmarathon-Bewerb ersetzt.
| Afrikaspiele | Afrikaspiele | Gold              | Silber          | Bronze          |
| ------------ | ------------ | ----------------- | --------------- | --------------- |
| 1973         | Lagos        | Mamo Wolde        | Lengissa Bedane | Richard Mabuza  |
| 1978         | Algier       | Richard Mabuza    | Dereje Nedi     | Girma Guebre    |
| 1987         | Nairobi      | Belayneh Dinsamo  | Dereje Nedi     | Kebede Balcha   |
| 1991         | Kairo        | Tena Negere       | Ernest Tjela    | Allaoua Khellil |
| 1995         | Harare       | Nicolas Nyengerai | Honest Mutsairo | Simon Mrashani  |
| 1999         | Johannesburg | Joshua Peterson   | Fokasi Wilbrod  | Frank Pooe      |
| 2003         | Abuja        | Johannes Kekana   | Gashaw Asfaw    | Gudisa Shentema |